# Teatr Zdrojowy im. Fryderyka Chopina w Dusznikach-Zdroju
Teatr Zdrojowy im. Fryderyka Chopina w Dusznikach-Zdroju (Dworek Chopina) – pochodzący z XIX wieku teatr zdrojowy w Dusznikach Zdroju. Koncertował w nim w 1826 roku Fryderyk Chopin. Obecnie miejsce odbywania się wielu spotkań i koncertów, m.in. w ramach najstarszego na świecie nieprzerwanie trwającego festiwalu muzycznego – Międzynarodowego Festiwalu Chopinowskiego w Dusznikach-Zdroju. Dworek znajduje się w centrum parku zdrojowego w Dusznikach-Zdroju.

## Położenie
Teatr znajduje się w centralnej części parku zdrojowego w Dusznikach-Zdroju, w sąsiedztwie Bystrzycy Dusznickiej.

## Historia
Dworek powstał w latach 1802–1805 jako dom towarzyski, w którym skupiało się życie kulturalne ówczesnego uzdrowiska. Wraz z nim wybudowano zespół innych budynków użyteczności publicznej okalających park zdrojowy. Budowę prowadzili cieśla Kretschmer i murarz Stiller, według projektu H. Geisslera. W 1808 roku dworek od północy powiększony został o salę bilardową. W 1826 roku koncertował tu Fryderyk Chopin.

## Upamiętnienie wizyty Fryderyka Chopina
W pobliżu dworku usytuowane są dwa monumenty. W 1897 roku odsłonięto dwumetrowy kamienny diorytowy głaz z brązowym medalionem przedstawiającym popiersie Chopina i podpis w języku łacińskim: "Fryderykowi Chopinowi, który w Dusznikach w roku 1826 swą sztuką prawdziwą i wysoką kulturą szlachetny duszy charakter w zaraniu młodości okazał, pomnik ten ku wiecznej rzeczy pamięci za pozwoleniem władz miejskich Polak Polakowi wystawił". Obelisk ufundował Wiktor Magnus.
Przed południowym wejściem do dworku znajduje się pomnik artysty według projektu artysty rzeźbiarza Jana Kucza. Odsłonięto go w 1976 roku, w ramach uczczenia 150. rocznicy pobytu kompozytora w uzdrowisku.

## Galeria

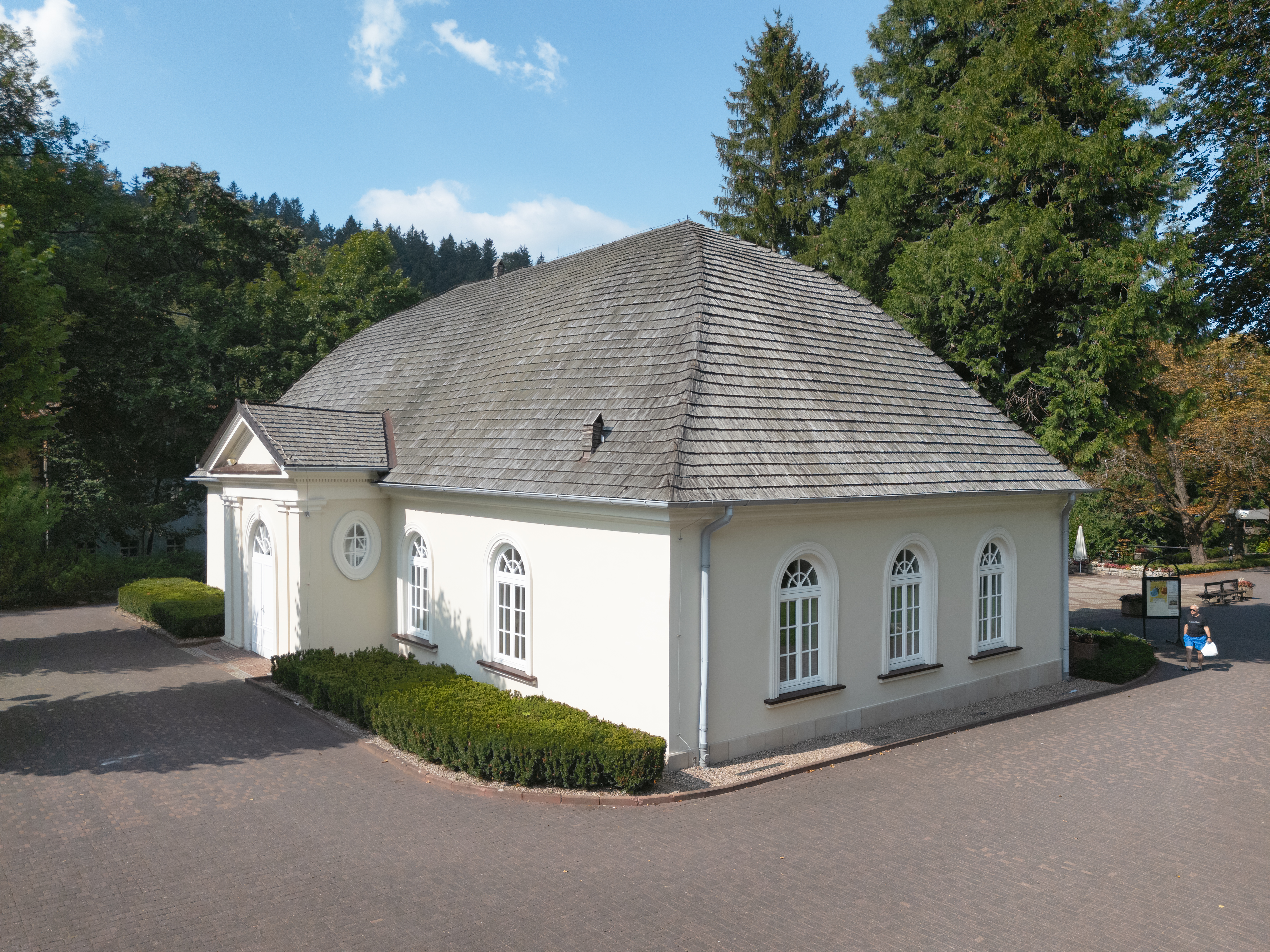
Widok od południa
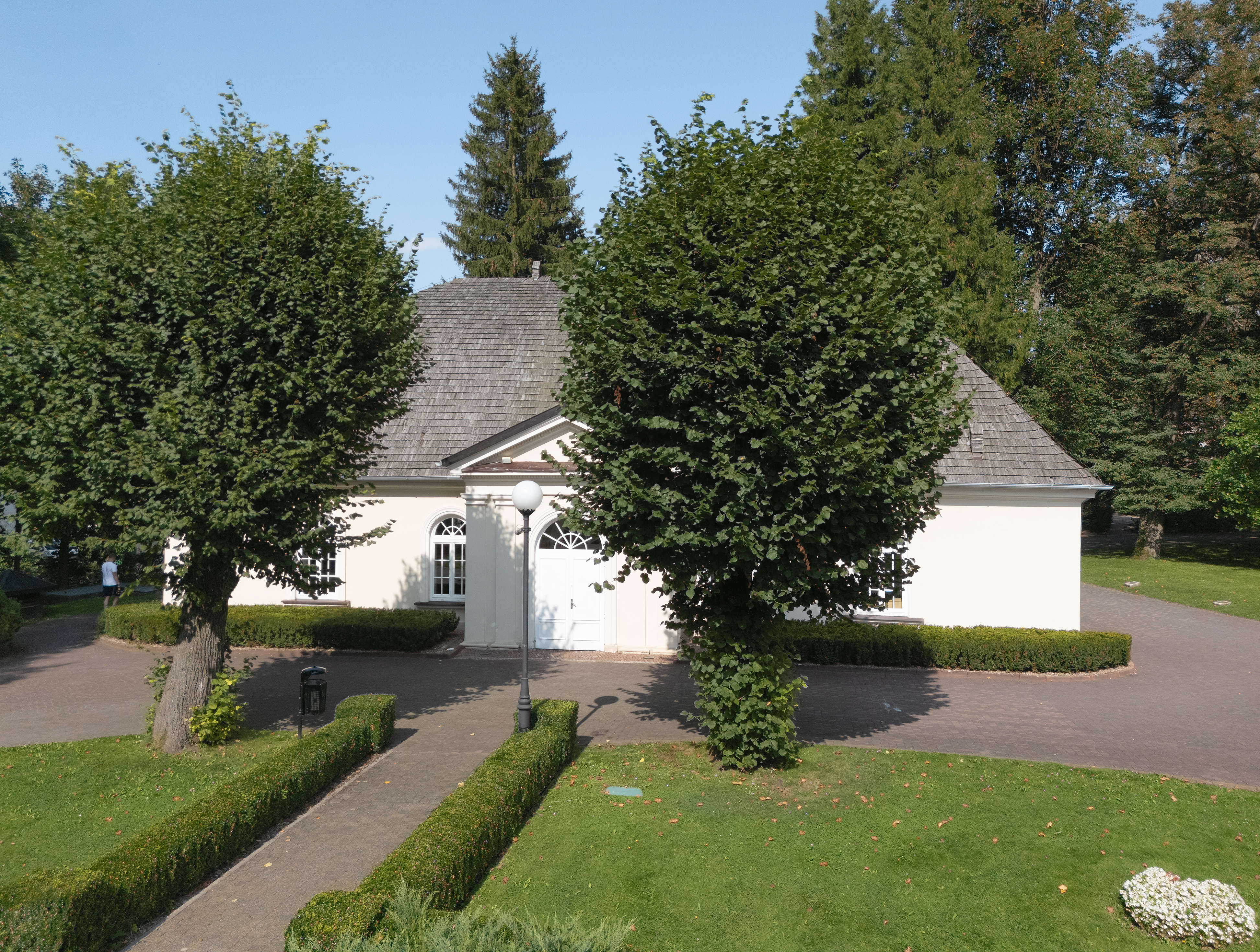
Widok od południowego zachodu
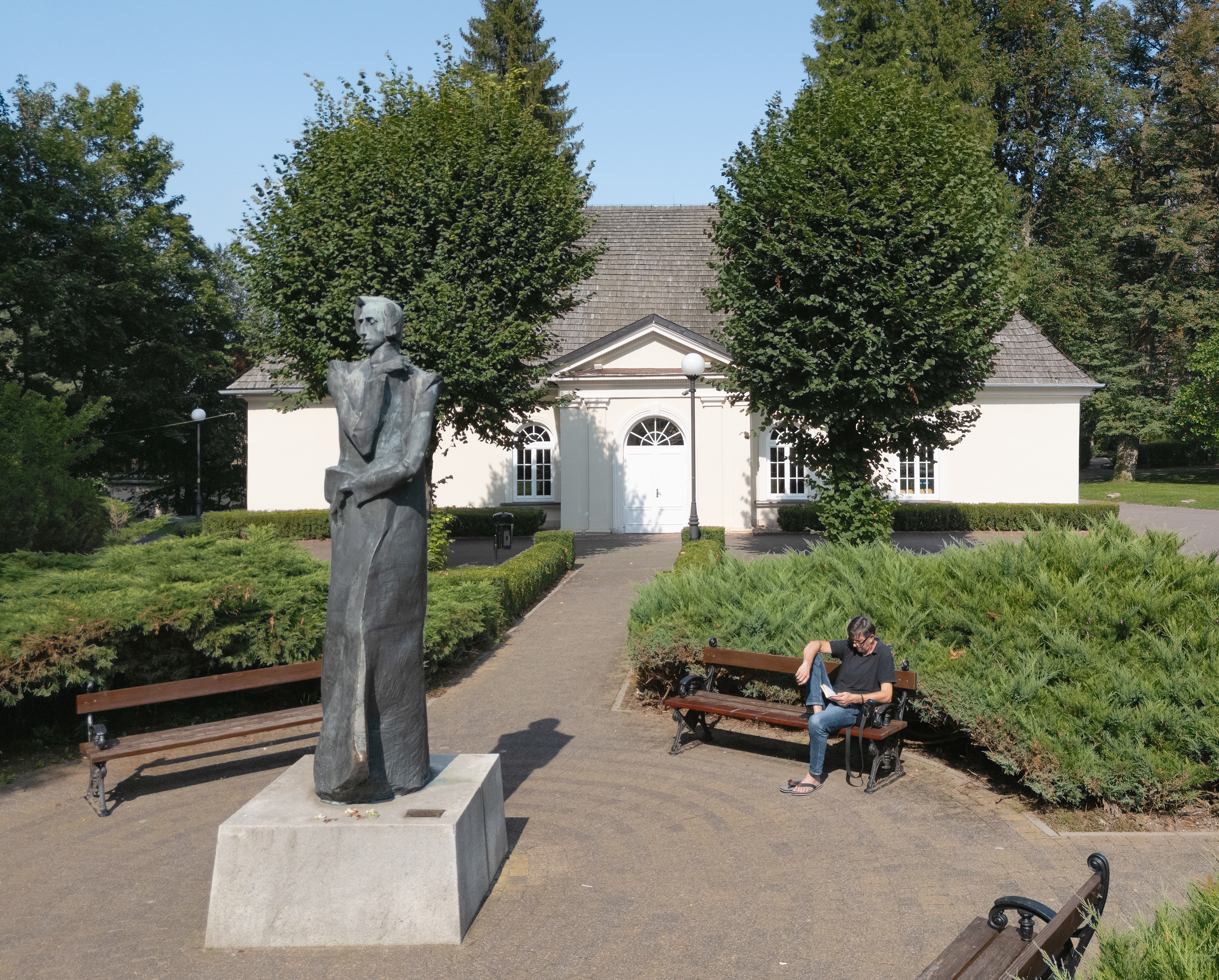
Pomnik Chopina przed teatrem
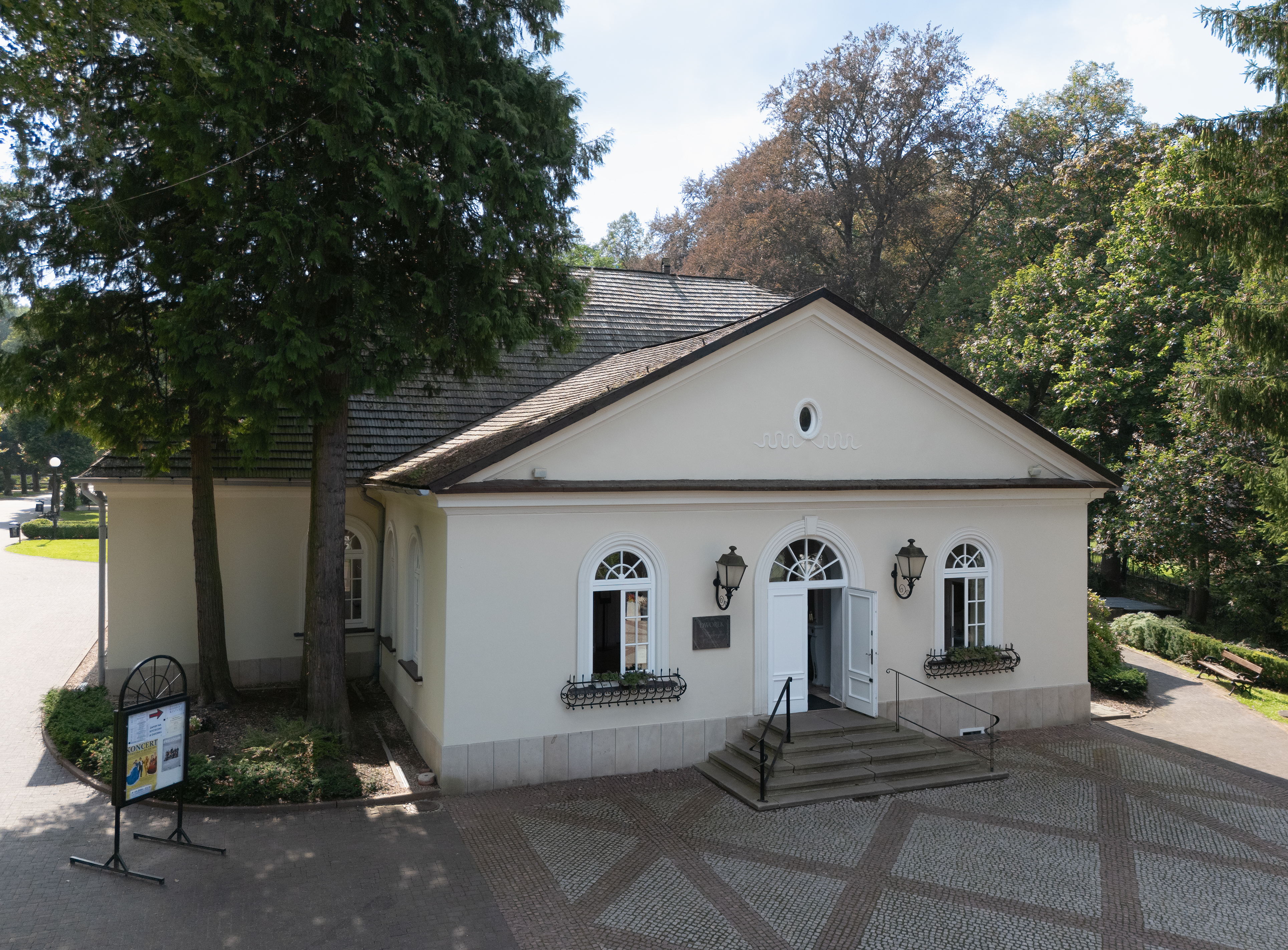
Widok od północnego wschodu
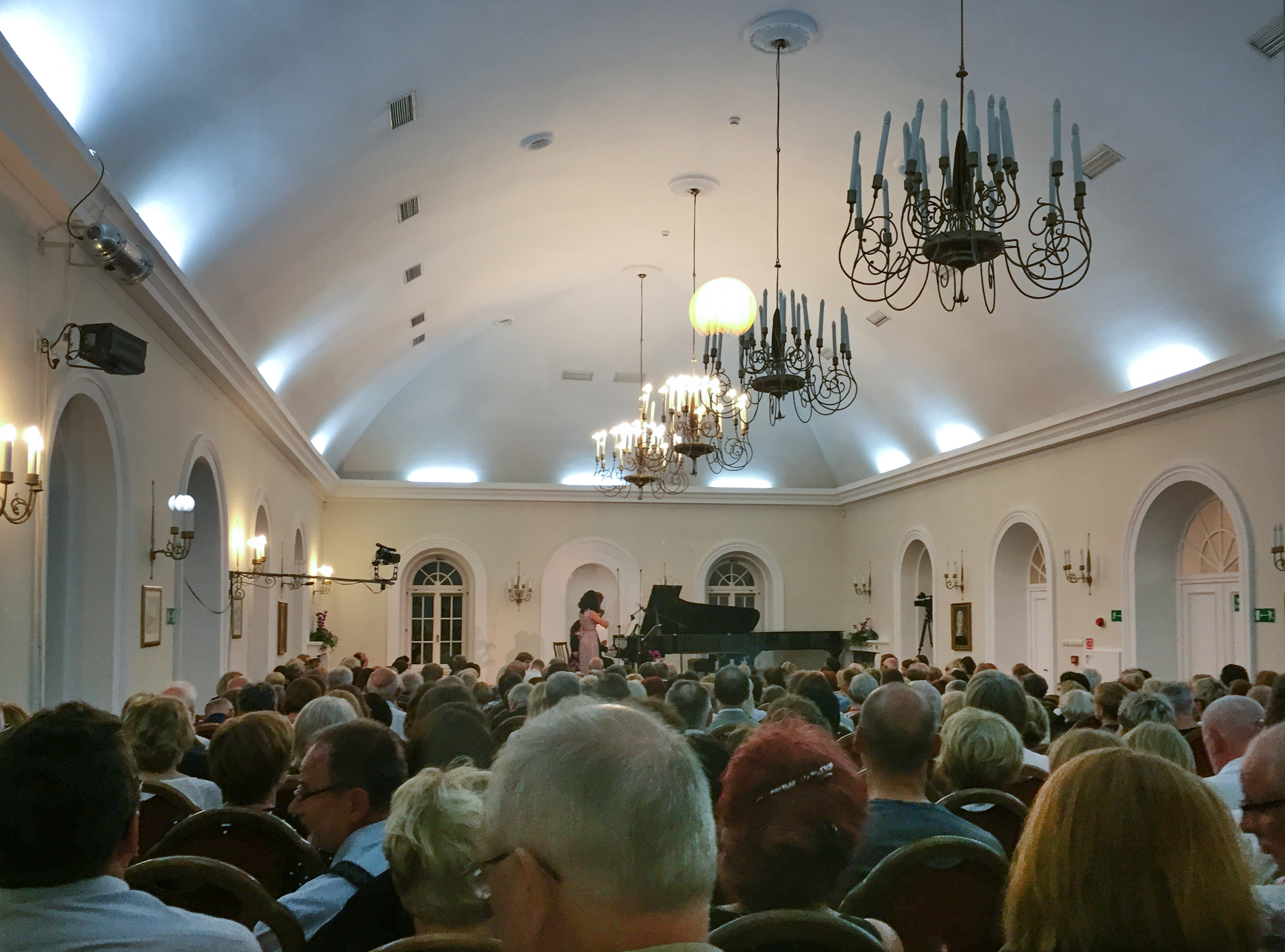
Wnętrze w trakcie Festiwalu Chopinowskiego